# 長船貞親
長船 貞親（おさふね さだちか）は、戦国時代から安土桃山時代の武将。備前の戦国大名宇喜多氏の家臣。

## 概要
祖先は甲斐源氏の名門、小笠原氏につながるとされる。戸川秀安や岡家利と並んで宇喜多直家の創業に貢献した宇喜多三老のひとりである。
穝所元常との戦いなど、直家の創業の初期からの家臣で、備中三村元親との戦い（明善寺合戦）では荘元祐を討ち取ったともされる（ただし異説も多い）。さらに美作三浦氏との戦い、直家の元主君である浦上宗景攻略（天神山城の戦い）などで大いに功を挙げたという。上月城の戦いにおいては、毛利氏に味方した直家の命令で、上月城の救援に来た織田氏配下の将である羽柴秀吉方の黒田孝高らと戦い、これを破る。直家が秀吉の薦めで織田氏に味方すると、直家の命令で毛利氏と戦った。時期は不明だが、有力国人であった伊賀久隆が直家により追放されると、その居城である備前虎倉城を任されている。
直家の死後は宇喜多秀家に仕え、秀家の名代として四国征伐などに従軍した。戸川秀安が隠退すると宇喜多氏の国政を取り仕切ったが、天正19年（1591年）閏1月6日、その国政に不満を持った妹婿の石原新太郎に虎倉城で暗殺された。
1. ↑  戸川達安の妻の父である「長船紀伊守」は年代的に貞親のことか。